# Puya aristeguietae
Puya aristeguietae är en gräsväxtart som beskrevs av Lyman Bradford Smith. Puya aristeguietae ingår i släktet Puya och familjen Bromeliaceae. Inga underarter finns listade i Catalogue of Life.